# Орден Сантьяго

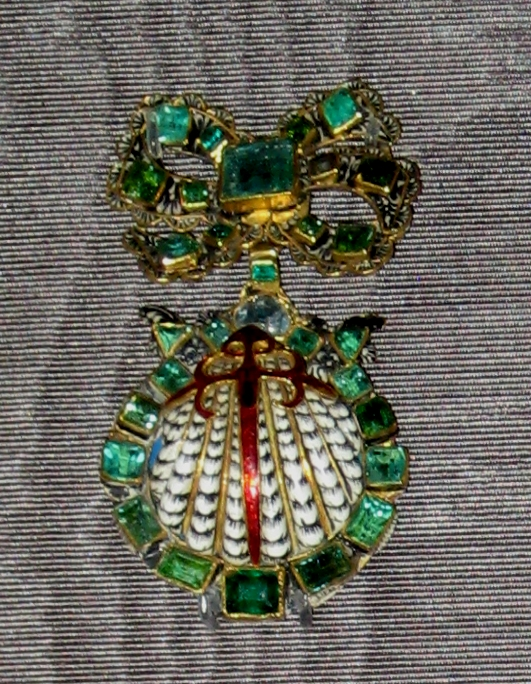
Знак ордена, XVII век

Крест Ордена Св. Иакова

Орден Сантьяго (исп. Orden Militar de Santiago), точное название Великий военный орден Меча святого Иакова Компостельского — католический военный орден, основанный в Испании около 1160 года. Назван в честь святого — покровителя Испании. Действует по сей день как гражданский рыцарский орден под покровительством короля Испании. В 1290 году от кастильского отделился португальский орден Сантьяго.

## История
Орден возник около 1160 года для защиты паломников в Компостелу. Место возникновения оспаривается городами Леон (в одноимённом королевстве XII века) и Куэнка в Кастилии. Орден возник в обоих королевствах, однако соперничавшие короли Кастилии и Леона, каждый из которых желал поселить орден в своих владениях, примерно одновременно выдали им взаимно противоречащие хартии. Только в 1230 году Фердинанд III Кастильский, объединивший два королевства, разрешил эту проблему, «посадив» орден в Куэнке. Именно там восседал магистр ордена, проходили годовое послушание кандидаты в рыцари, и хранились архивы ордена (в 1689 году переведённые в Мадрид).
Первый устав ордена был утверждён кардиналом Хасинто — будущим папой Целестином III. В отличие от современного Ордена Калатравы, принявшего строгий бенедиктинский устав, орден Сантьяго действовал по более мягкому уставу августинцев. В XII веке орден совмещал и чисто монашеские обязанности (сопровождение и устройство на ночлег паломников, см.: госпитальеры), и — в меньшей степени — военные, связанные с охраной паломников и собственных владений. Тем не менее, существенная часть членов ордена изначально имела право на законный брак, подтверждённое папой.

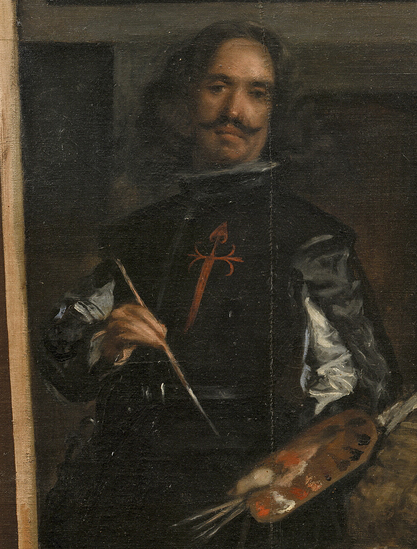
Диего Веласкес. Автопортрет в орденских одеждах, 1656. По легенде, крест на портрете нарисовал сам король Филипп IV, который произвёл художника в рыцари в 1659

Благодаря этой вольности орден быстро рос, вскоре превзойдя в численности старшие ордена Калатравы и Алькантара (они освободились от целибата только в конце средневековья); в период расцвета, владения ордена Сантьяго превосходили вместе взятые владения упомянутых орденов. Только в Испании орден владел 83 командорствами, двумя городами, 178 деревнями, пятью монастырями. Орден мог выставить в поле 400 рыцарей и тысячу пехотинцев.
Орден Сантьяго, наравне с другими испанскими и португальскими орденами, принимал участие в войнах с мусульманами (см.: Реконкиста) и крестовых походах. Морские походы ордена, требовавшие гребцов на галеры, породили своеобразный обычай, просуществовавший до XVIII века: кандидаты в рыцари должны были отслужить полгода гребцами; большинство, однако, предпочитало откупаться от этой повинности. Кандидаты в члены ордена должны были подтвердить благородство происхождения всех своих дедов и бабок; на деле, дворянство отца было достаточным условием.
Орденом управлял магистр, которому помогал Совет Тринадцати, имевший право низложить магистра в исключительных обстоятельствах. В 1160—1499 годах сменилось 40 магистров (среди них принцы Кастильского дома), причём весь XV век прошёл в борьбе королевских домов Арагона и Кастилии за влияние на ордена. В 1499 году Фердинанд Католик, договорившись с папой, возложил руководство орденом на себя, а в 1522 году три больших военных ордена официально перешли под управление короля Кастилии (или даже королевы, если бы на престол взошла женщина). Карл V Габсбург учредил особое министерство для управления делами орденов.
Орден Сантьяго, в отличие от расформированного в XIX веке ордена Калатравы, действует по сей день; в 1931 году, году испанской революции, в нём было 30 рыцарей (в том числе наследник престола и члены королевской семьи) и 35 послушников. Орден пережил революцию и режим Франко; в 2008 году главным командором ордена является король Испании Фелипе VI, вступивший в орден в 1986 году.

## Некоторые члены ордена
- Эрнан Кортес (1485—1547) — испанский конкистадор, завоеватель Мексики.
- Грегориу Лопеш (1490—1550) — португальский художник, один из наиболее выдающихся живописцев эпохи Возрождения в Португалии.
- Хуан Франсиско де ла Бодега-и-Куадра (1744—1794) — испанский мореплаватель, исследователь северо-западного побережья Америки.
- Жоржи Амаду (1912—2001) — бразильский писатель.
- Бернардино де Ребольедо (1597—1676) — испанский военный и дипломатический деятель, поэт, теоретик искусства.
- Фернан Магеллан